# Laje do Muriaé
Laje do Muriaé là một đô thị thuộc bang Rio de Janeiro, Brasil. Đô thị này có diện tích 250,518 km², dân số năm 2007 là 8238 người, mật độ 32,9 người/km².